# Chugach
Chugach, även kända som chugach sugpiaq eller chugachigmiut, är ett ursprungsfolk i södra centrala Alaska, främst bosatta längs Kenaihalvön och Prince William Sound. De är en av tre grupper som tillhör alutiiq/sugpiaq. De två andra grupperna är unegkurmiut och qikertarmiut. Totalt sägs populationen för alutiiq/sugpiaq vara ca 3000 men det är oklart hur många av dessa som räknas till chugach. Alutiiq/sugpiaq räknas i sin tur till en av de tre undergrupperna till yupik. Övriga är yup'ik (eller centralalaska yupik) och sibiriska yupik.

## Etnonymi
Namnet sugpiaq kommer från orden suk (”människa”) och -piaq (”verklig”), vilket tillsammans betyder ”verklig människa”. Termen alutiiq härstammar från det ryska ordet för aleuter, aleut, och har använts sedan den ryska kolonisationen. Trots samma namn ska det inte förväxlas med aleuter som kommer från Aleuterna.

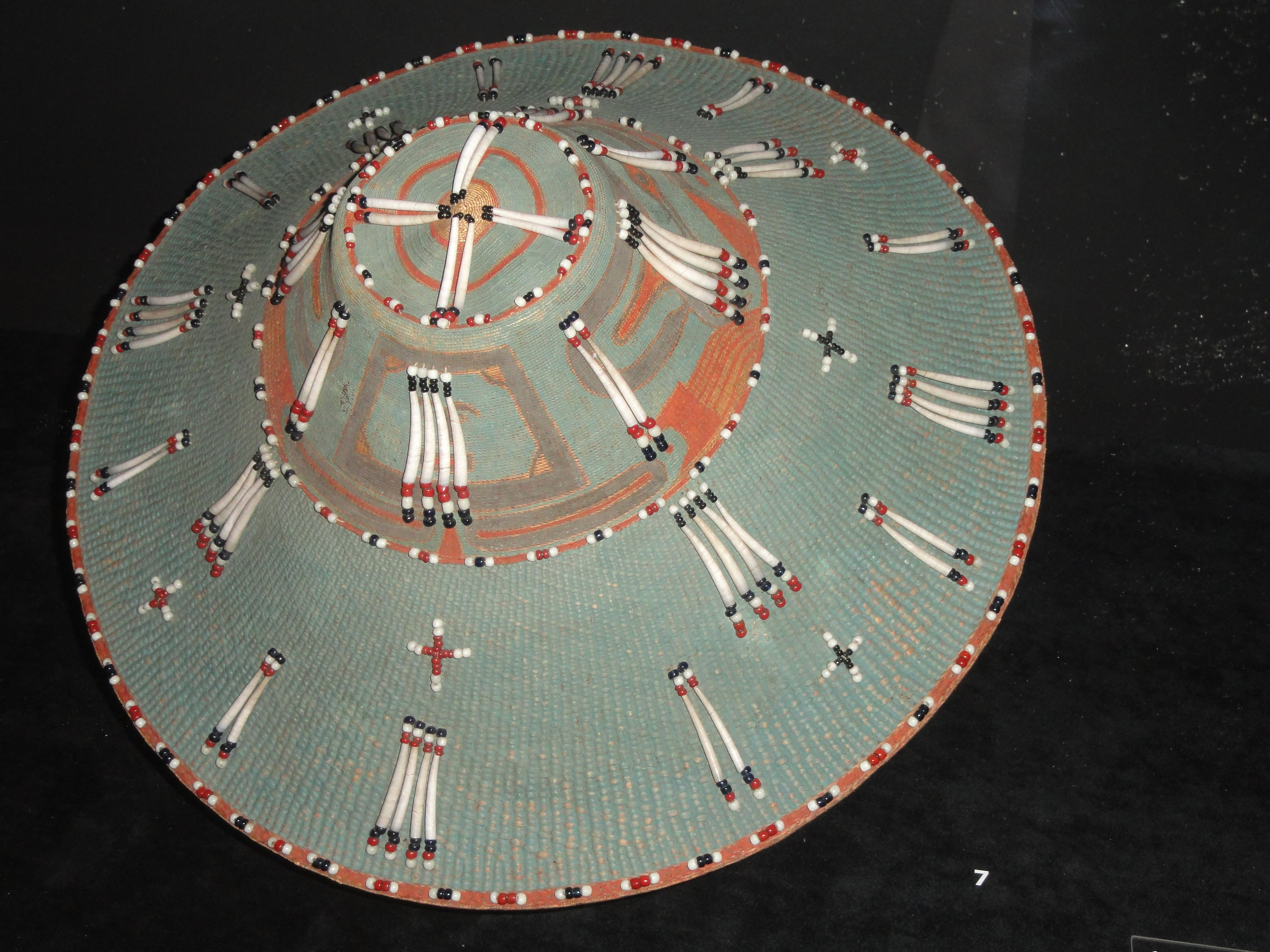
Hatt från chugach, Finlands nationalmuseum, Helsingfors. Jämför med teckningen från John Webber.

## Språk
Chugach talar en dialekt av språket alutiiq (även kallat sugt’stun), som tillhör den centrala yupik-språkfamiljen. Tidigare skrevs språket med kyrilliska bokstäver under rysk tid, men idag används det latinska alfabetet.

## Bosättningar
Några av de mer kända bosättningarna för chugach:
- Chenega Bay
- Eyak
- Nanwalek (tidigare känt som English Bay)
- Port Graham
- Tatitlek

Dessa samhällen är belägna längs kusten och har historiskt varit beroende av fiske och andra marina resurser.

## Historia
Arkeologiska fynd visar att chugach har levt i regionen i minst 7 500 år, med bosättningar som går tillbaka till tiden då området fortfarande var täckt av glaciärer efter den senaste istiden.
År 1741 var chugach de första ursprungsbefolkningarna i Alaska som mötte den ryske upptäcktsresanden Vitus Bering. Senare kom även spanska, brittiska och amerikanska expeditioner till området. Under den ryska kolonisationen på 1700- och 1800-talen utsattes chugach för tvångsarbete och sjukdomar som smittkoppor, vilket kraftigt minskade befolkningen.
1964 drabbades byn Chenega av en tsunami orsakad av jordbävningen på långfredagen, vilket ledde till omfattande förstörelse och förlust av liv. 1989 påverkades regionen kraftigt av oljeutsläppet från Exxon Valdez, vilket hade förödande konsekvenser för det lokala fisket och miljön.

## Kultur
Chugach har traditionellt använt sig av båtar som baidarkas (enmanskajaker) och umiaks (större öppna båtar) för jakt och transport. De har också en stark tradition av berättande och muntlig historia, med legender och myter som förts vidare genom generationer .

## Sociala strukturer och könsroller
Historiska källor från 1950-talet beskriver förekomsten av individer med en tredje könsidentitet kallade aranu'tiq. Dessa personer ansågs ha både manliga och kvinnliga egenskaper och hade ofta särskilda roller i samhället.

## Religion
Traditionellt hade chugach andliga ledare, kallade angakkuit, som sökte andlig vägledning genom isolering och meditation. Under 1900-talet minskade dessa traditionella religiösa praktiker, särskilt efter införandet av kristendomen genom rysk-ortodoxa missionärer.

## Namngivna platser
Flera geografiska platser i Alaska har fått sina namn från chugach, inklusive:
- Chugachbergen
- Chugach National Forest
- Chugach delstatspark (Chugach State Park)

Dessa områden ligger inom eller nära chugachs traditionella områden.

## Chugach Alaska Corporation
Efter Alaska Native Claims Settlement Act 1971 bildades Chugach Alaska Corporation (CAC), ett av 13 regionala bolag som representerar ursprungsbefolkningens intressen. CAC har sitt huvudkontor i Anchorage och har över 2 200 aktieägare, främst av chugach alutiiq-, eyak- och tlingit-härkomst.